# Ojingeo

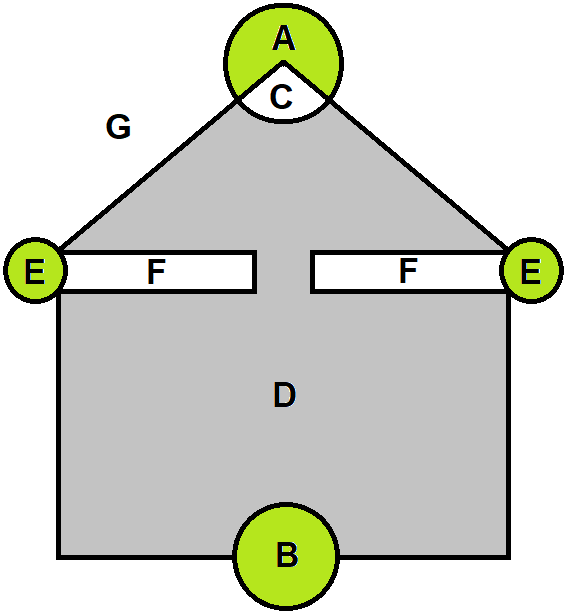
Diagram met de spelopzet. Het spel bestaat uit zeven gebieden met elk hun eigen functie. De aanvallers starten in A en de verdedigers in D. Het doel van de aanvallers is om via zones G, B en D de finishzone C te bereiken, terwijl de verdedigers dit proberen te verhinderen.

Ojingeo (Koreaans: 오징어) (Nederlands: inktvis) is een ruw Koreaans kinderspel, waarvan de naam verwijst naar de vorm van het speelgebied, dat enigszins lijkt op een inktvis. Regionaal kan de exacte naam van het spel verschillen, net als de exacte vorm van het speelbord, en draagt het namen als 'ojingeo gai sang' en 'ojingeo dalguji'. Het spel werd in Korea vooral gespeeld in de jaren 70 en in begin tot midden jaren 80.

## Het spel

### Doel van het spel
De taak van de aanvallers is om het einde van het parcours (C) te bereiken zonder een spelregel te overtreden en de taak van de verdedigers is om dat met duwen en trekken te voorkomen. Het parcours is de route G-B-D-C, ofwel om de inkvis heen, onderaan de inktvis naar binnen en via het smalle gangetje omhoog naar C. Wie een spelregel overtreedt, bijvoorbeeld het aanraken of passeren van een verboden lijn, is af.
Het spel is afgelopen als ófwel een van de aanvallers zone C heeft bereikt, ofwel als alle spelers van een van beide teams af zijn. Het winnende team mag in de eerstvolgende ronde het aanvallende team zijn.
De verschillende zones van het speelbord hebben elk hun eigen functie in het spel, en kunnen de aanvallers helpen om makkelijker bij zone C te komen, of de verdedigers helpen om de aanvallers makkelijker uit te schakelen.

### Speelveld
Het spel wordt gespeeld op een harde, vlakke ondergrond. De grootte van het speelveld kan worden aangepast al naargelang het aantal spelers. De exacte vorm van het speelveld kent regionale verschillen, maar ruwweg ziet het speelveld eruit zoals in het diagram in dit artikel.
1. Zone A: Vrije zone, en het "huis" (집) van de aanvallers
2. Zone B: Vrije zone, en de ingang van de inktvis
3. Zone C: Kop van de inktvis en finishzone. Kan alleen vanuit zone D betreden worden.
4. Zone D: Vrije zone en "huis" (집) van de verdedigers
5. Zone E: Vrije zone
6. Zone F: Horizontaal een brug over D, en verticaal een poort door zone D
7. Zone G: Buitengebied

### Spelverloop
Het spel kent twee teams, elk team bestaat uit minstens vier spelers.
Er wordt gespeeld in rondes. Vóór de start van de eerste ronde wordt geloot welk team er aanvalt en welk team verdedigt.
Het aanvallende team hinkelt vanuit hun huis (zone A) om de inktvis heen (zone G), probeert vervolgens via de poort (zone B) de inktvis binnen te komen (zone D) en dan de finish (zone C) te bereiken. Het verdedigende team probeert dit te verhinderen.
Voor beide teams gelden de volgende regels:
1. De teams starten elke ronde in hun eigen huis; de aanvallers bovenin in vak A en de verdedigers in het grote vak D
2. Alleen bínnen de vrije zones mag je staan of lopen, buiten de vrije zones mogen spelers zich enkel hinkelend (op één been) verplaatsen
  1. Voor aanvallers zijn de vrije zones enkel de ronde zones A, B en E.
  2. Voor verdedigers zijn de vrije zones de ronde zones A, B en E, en hun thuisvak D.
3. Het is toegestaan om met één been in een vrije zone te staan, en met het andere been in een ander gebied
4. Zone D mag je alleen verlaten of betreden via ingang B
5. Een speler is af als een van de volgende regels wordt overtreden:
  1. Hij gaat op een lijn staan
  2. Hij betreedt of verlaat de inktvis (zone D) op een andere manier dan via de poort onderaan (zone B)
  3. Hij staat op twee benen in een gebied waar de speler moet hinkelen
  4. Hij raakt de grond aan met een ander lichaamsdeel dan zijn voeten
  5. Hij wordt door een lid van het andere team het huis van het andere team in gedragen
6. Wie af is, mag de rest van de ronde niet meer meedoen.
7. Spelers mogen proberen om met duwen en trekken ervoor te zorgen dat een tegenspeler de regels overtreedt.

Voor de spelers van het aanvallende team geldt daarbij nog een extra regel: Als een aanvaller erin slaagt om vanuit zone G de brug (beide zones F) over te steken naar de andere kant van de inktvis, zonder in de inktvis (zone D) terecht te komen, mag hij zich voortaan over het hele speelveld met twee benen verplaatsen.

## In de media
- De Zuid-Koreaanse dramaserie Squid Game (Koreaans: Ojing-eo geim) uit 2021 verwijst naar de titel van het spel. In de serie, waarin kandidaten zes kinderspellen moeten overleven voor een grote geldprijs, is ojingeo het finalespel. De uitgebreide spelregels worden in de serie echter slechts beperkt toegepast.